# Маршрут Браувера
Маршрут Браувера — морской путь, пролегающий от мыса Доброй Надежды до баз Голландской Ост-Индии на Яве. Маршрут брал начало от Мыса Доброй Надежды и пролегал через Ревущие сороковые на восток, через Индийский океан, и поворачивал на север примерно на долготе Зондского пролива в направлении Явы. Таким образом, используя силу мощных западных ветров Ревущих сороковых, можно было значительно сократить время на пересечение океана.
Маршрутом впервые воспользовался нидерландский капитан Хендрик Браувер в 1611 году, отплыв 4 июня от Мыса Доброй Надежды, к 18 августа сумев дойти до Явы. В целом же его путь от Голландии до Джакарты занял пять месяцев и 24 дня, тогда как обычный маршрут через муссоны, вдоль восточного побережья Африки до Индии, а затем до Малайского архипелага, занимал год. Новый маршрут был не только дешевле и быстрее, но также лучше переносился экипажем и позволял дольше сохранять провиант благодаря более прохладному климату. Кроме того, маршрут позволял избежать встречи с потенциально враждебными португальскими кораблями. В 1616 году маршрут Браувера стал обязательным для судов Голландской Ост-Индской компании. 
Основным недостатком маршрута была невозможность точно вычислить время поворота на север, так как в XVII веке ещё не существовало способов определить долготу на море. Из-за этого множество судов, пропустив момент, подходящий для поворота, терпели крушение на коралловых рифах у западных берегов Австралии. Самыми известными судами, потерпевшими крушение стали: галеон "Батавия" (1629), Vergulde Draeck (1656), Zuytdorp (1712), Zeewijk (1727). Также Маршрут Браувера сыграл значительную роль в открытии и исследовании западного побережья Австралии нидерландскими мореплавателями.